# 샤를 트라오레
샤를 블론다 트라오레(프랑스어: Charles Blonda Traoré, 1992년 1월 1일 ~ )는 말리의 축구 선수로 현재 바스티아와 말리 국가대표팀에서 수비수로 활약하고 있다.

## 구단 경력
트라오레는 2015년 8월 트루아에 입단하였다. 그는 몇 달 후 리그 1 3-1로 이긴 릴과의 경기에서 프로 데뷔를 하였다.
2018년 8월 31일, 2018년 여름 이적 시장 마지막 날, 트라오레는 리그 1의 FC 낭트와 3년 계약을 체결하였다.

## 국가대표팀 경력
트라오레는 바마코에서 태어났고, 말리와 프랑스 국적을 가지고 있다. 그는 2016년 5월 27일 나이지리아와의 친선 경기에서 말리 국가대표팀 데뷔 전을 치렀다.